# Звартноц (храм)
40°9′34.97″ пн. ш. 44°20′11.67″ сх. д. / 40.1597139° пн. ш. 44.3365750° сх. д.
Звартноц (вірм. Զվարթնոց, храм дбаючих Сил, храм Небесних Ангелів) — найбільший храм ранньосередньовічної вірменської архітектури, розташований поблизу Єревана та Вагаршапата (Ечміадзіна).

## Історія
Згідно з вірменським істориком Себеосом, побудований за католикоса Нерсеса III Будівельника (641/642-661/662 рр.), який планував перенести свою резиденцію із Двіна до Вагаршапата. Нерсесові III також приписують будівництво споруд у Двіні та Хор-Вірапі й церкви, що схожа на Звартноц у його рідному селі Ішхан в області Тайк. На церемонії освячення колосального храму був присутній візантійський імператор Констант II, який забажав побудувати такий самий храм у Константинополі. У X ст. храм через слабкість вузлів опор другого ярусу обвалився під час землетрусу.
Вплив Звартноца очевидний на пам'ятках 2-ї половини VII ст. (храми в Аручі, Зораворі, Таліні, Егварді; церкви Спасителя і Вівчарна в Ані, X—XI ст.; церкви в монастирях Хцконк та Мармашені). Звартноц копіюють храми в Бана і Гагікашен в Ані.
Руїни Звартноца відкриті розкопками 1901–1907 рр. Дотепер майже цілком реконструйований перший ярус. Храм, з реконструкції Т. Тораманяна, являв собою круглу триярусну купольну споруду (діаметр нижнього ярусу 35,75 м). У коло підстави вписаний хрест, три крила якого утворені по півколу 6 колонами, а східне крило — апсида — було глухою стіною, яку покривали мозаїки і фрески. У вівтарної апсиди — високе підвищення, з одного боку — амвон, попереду — хрестильна купіль. Ззаду до апсиди приєднувалось квадратне приміщення, мабуть, ризниця, з якої піднімалися сходами в коридор, що йшов по верху першого ярусу.
Фасади храму були прикрашені аркатурою, різьбленням, рельєфними плитами з орнаментами і гронами гранату і винограду. Колони Звартноцу увінчані масивними капітелями із зображеннями хрестів, орлів, донаторів храму. На південному заході від храму — руїни патріаршого палацу, житлових приміщень Нерсеса III, винодавильні.
У 2000 руїни храму й археологічна територія навколо нього включені до списку Світової спадщини ЮНЕСКО.

## Галерея

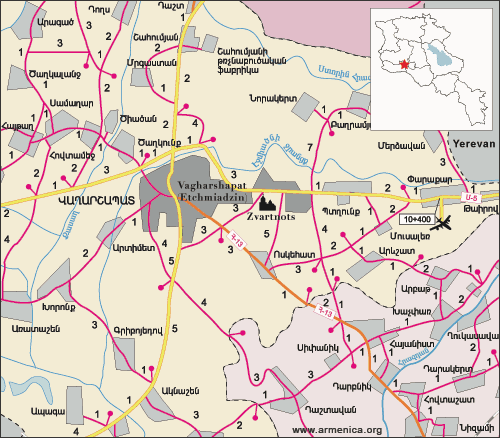
Дорожня карта поблизу від Звартноца
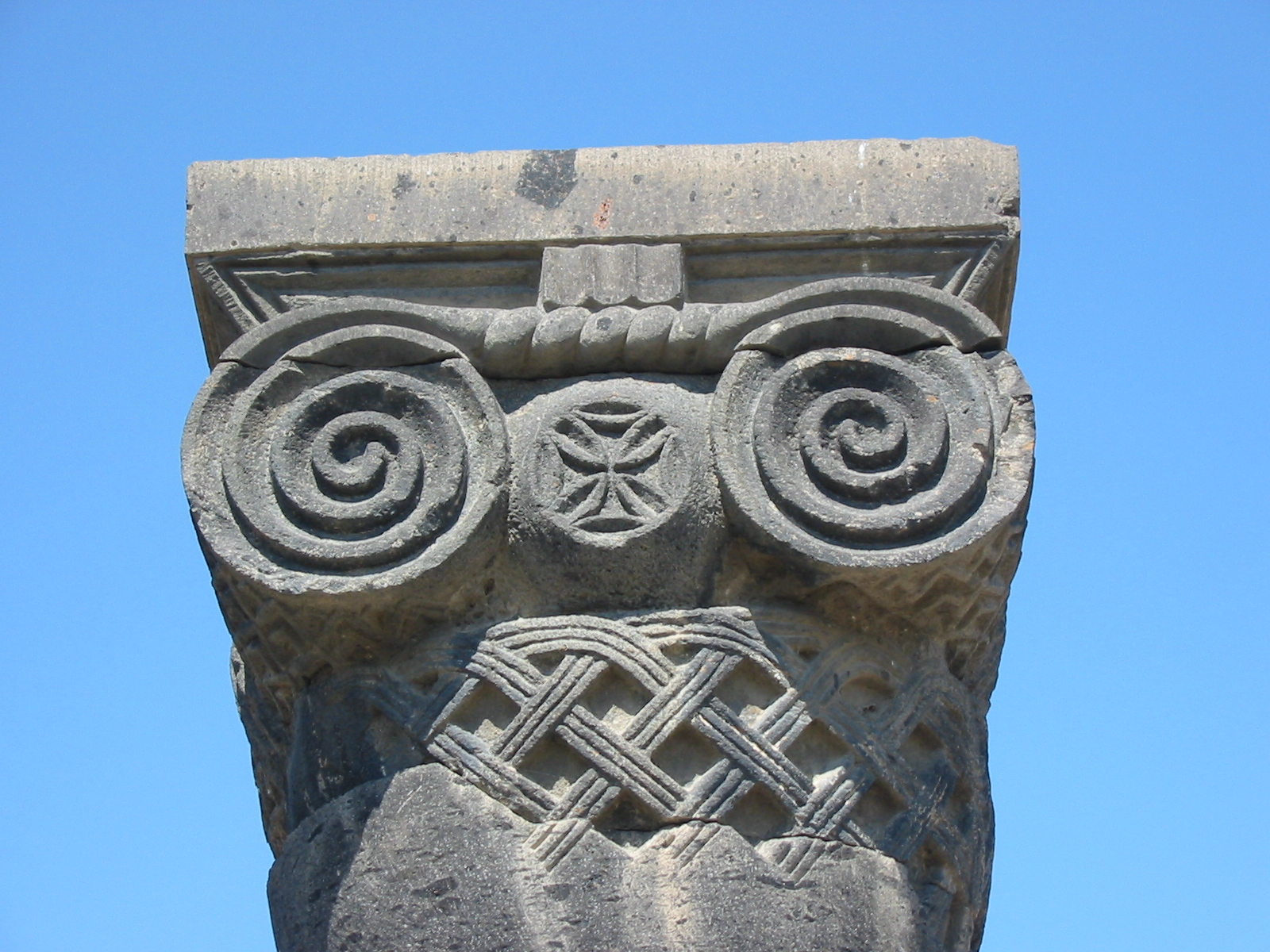
Капітель однієї з колон
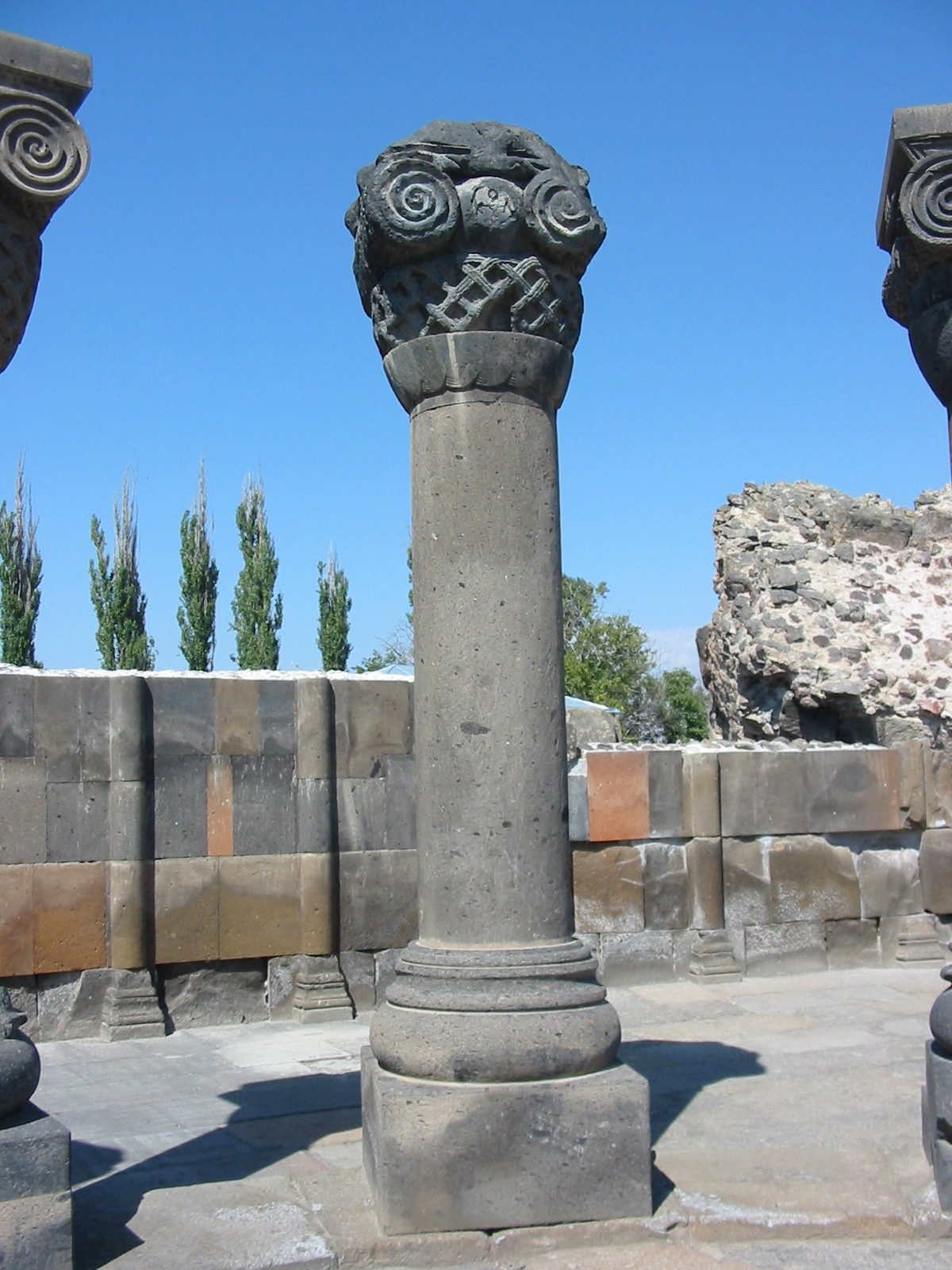
Колона
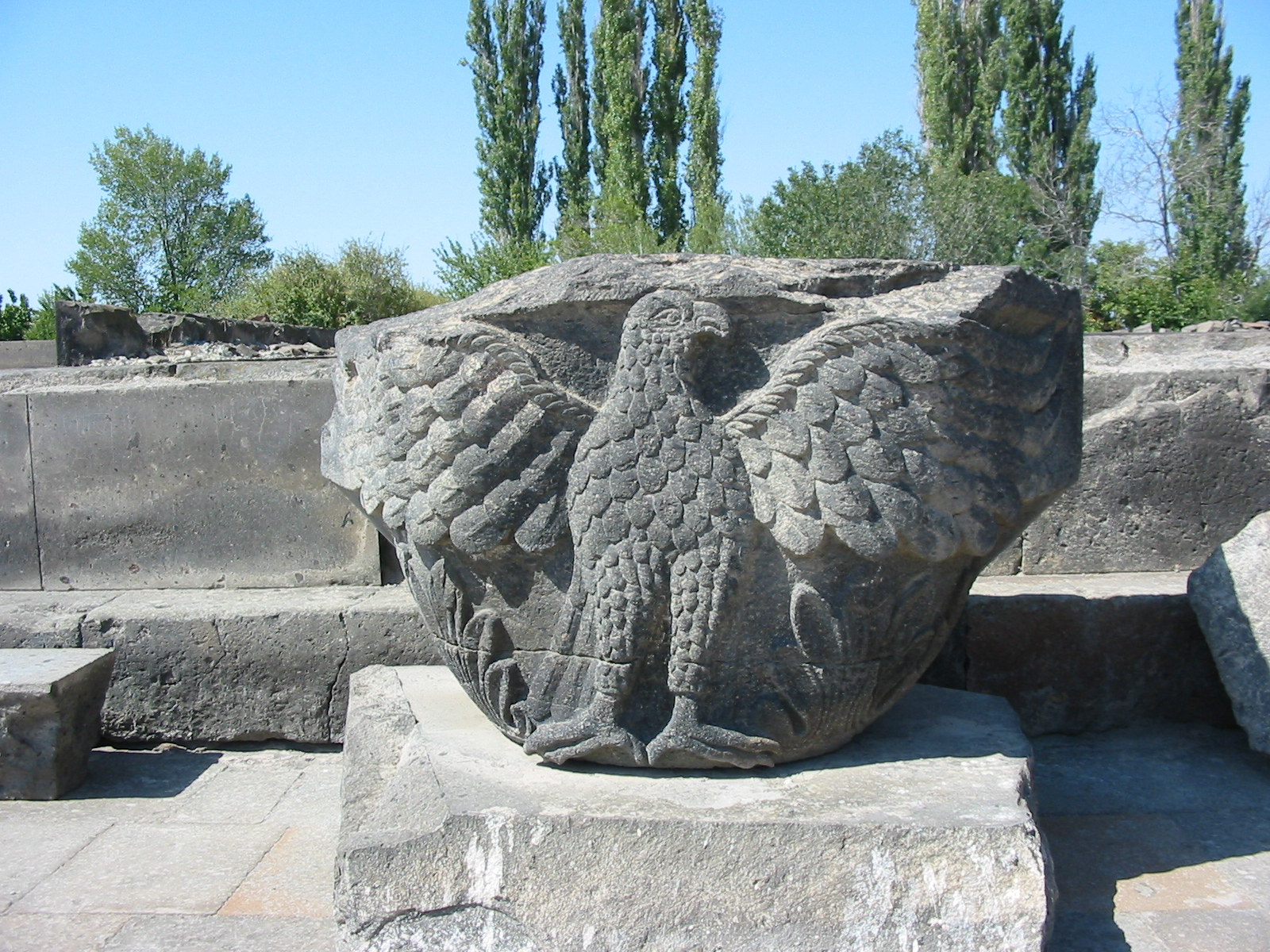
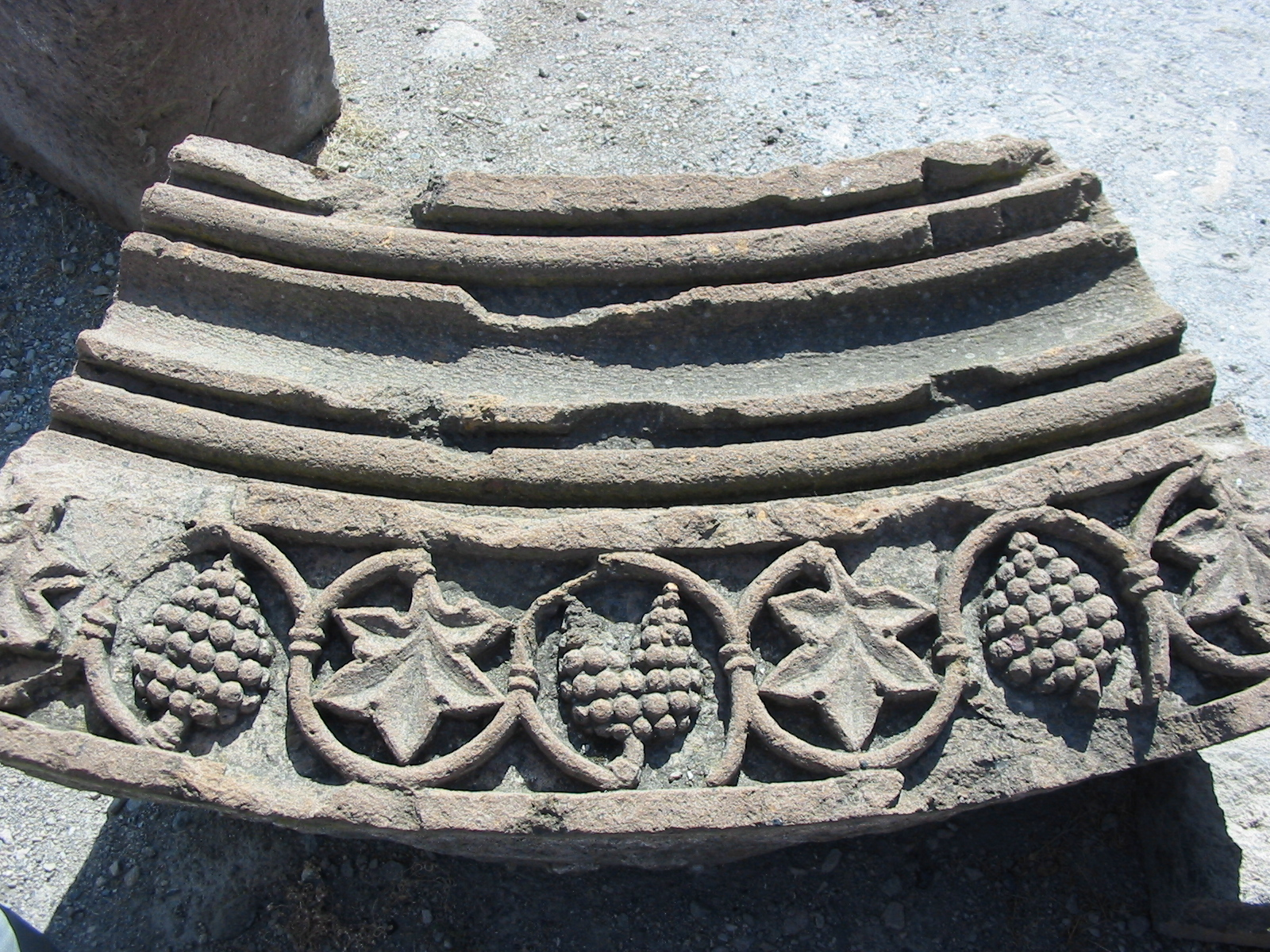
Фрагмент арки
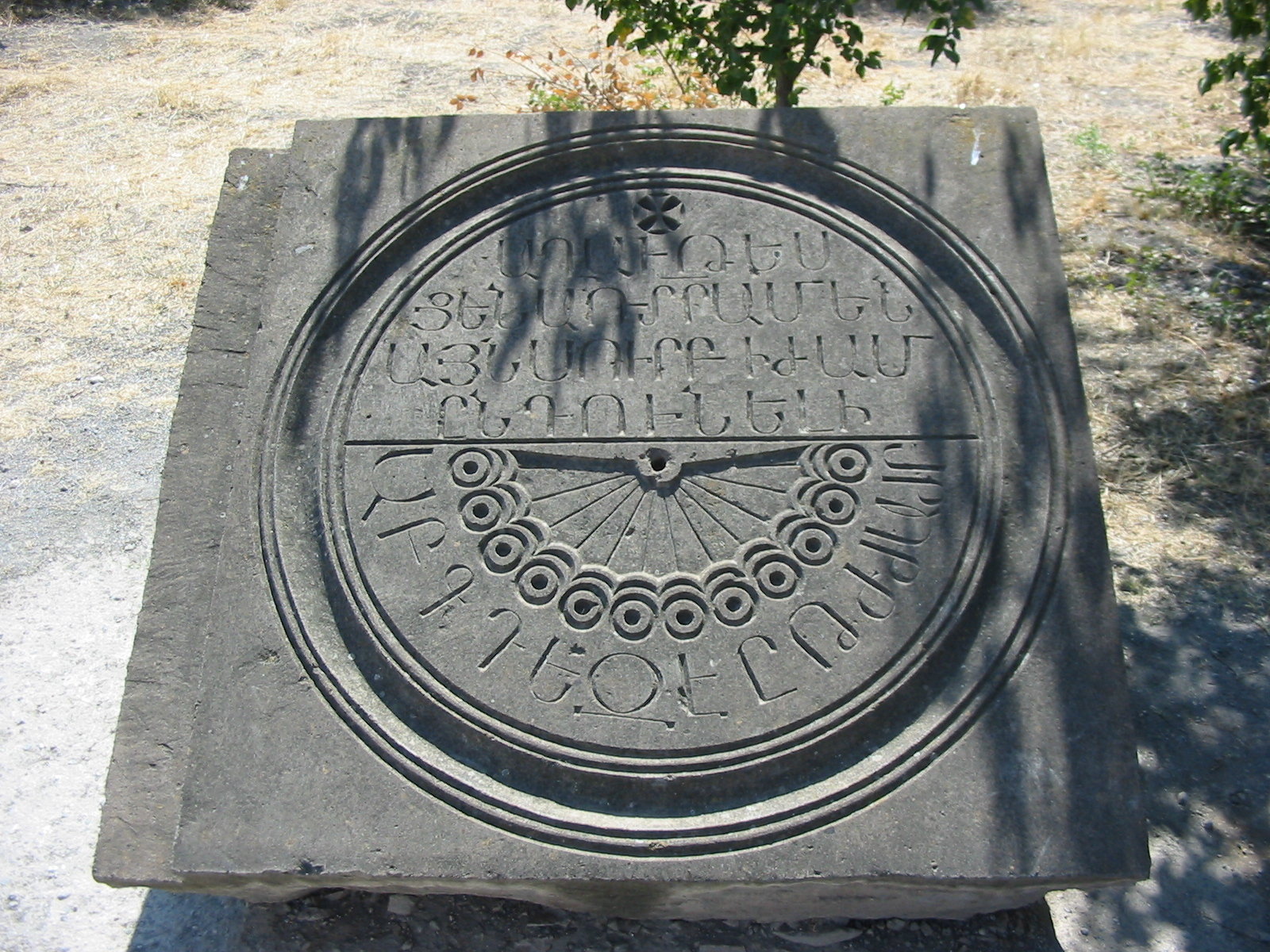
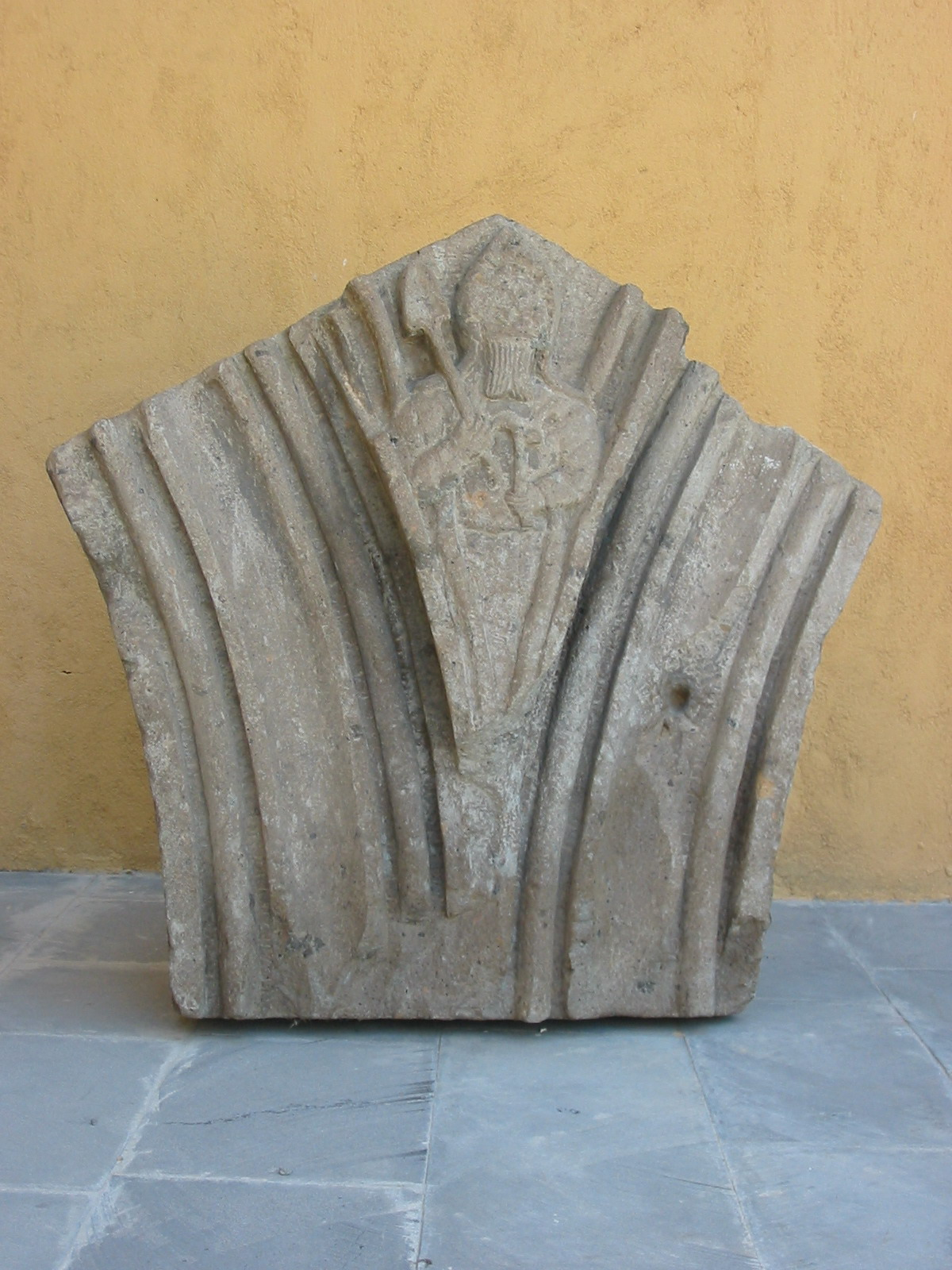
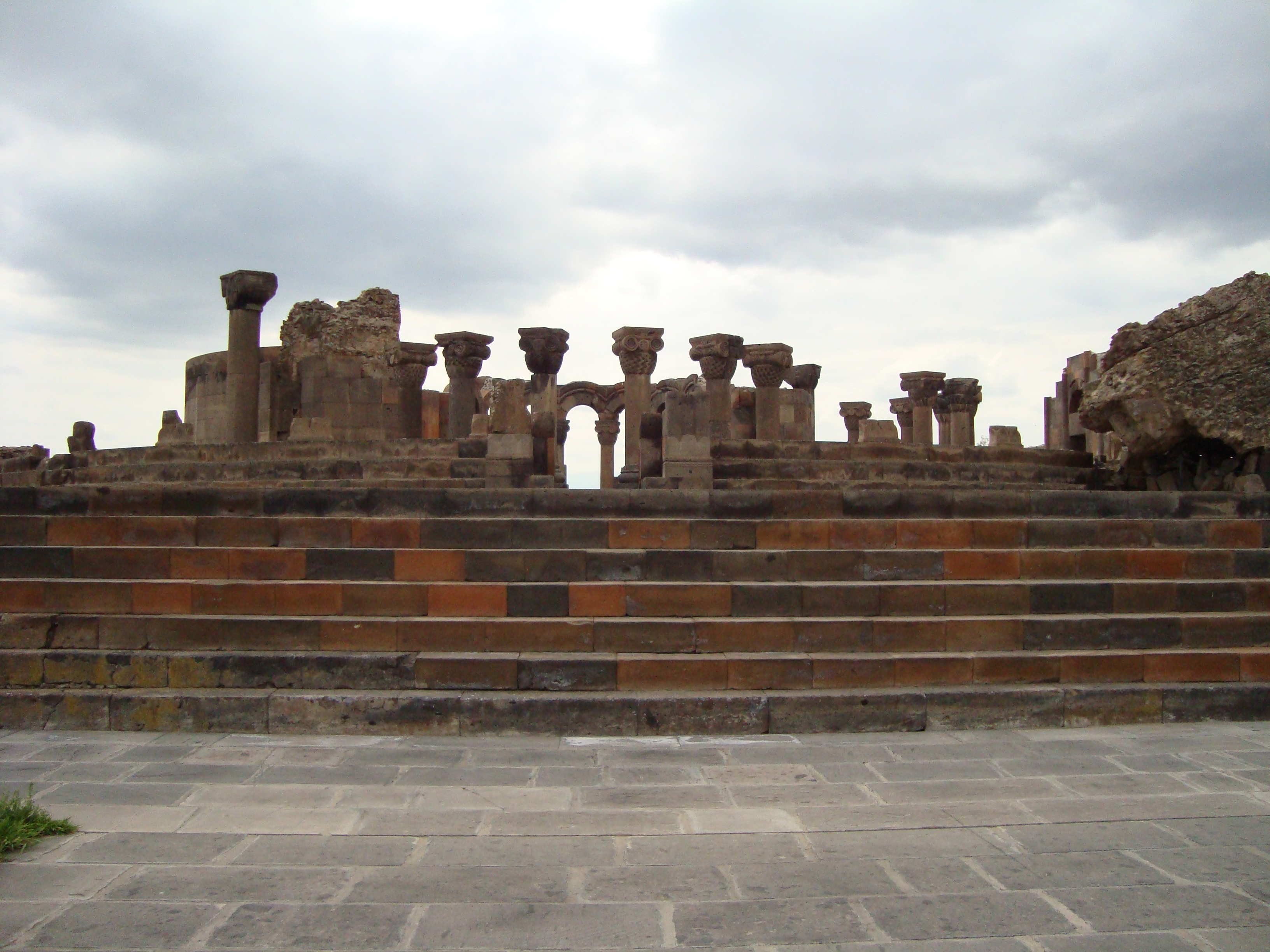
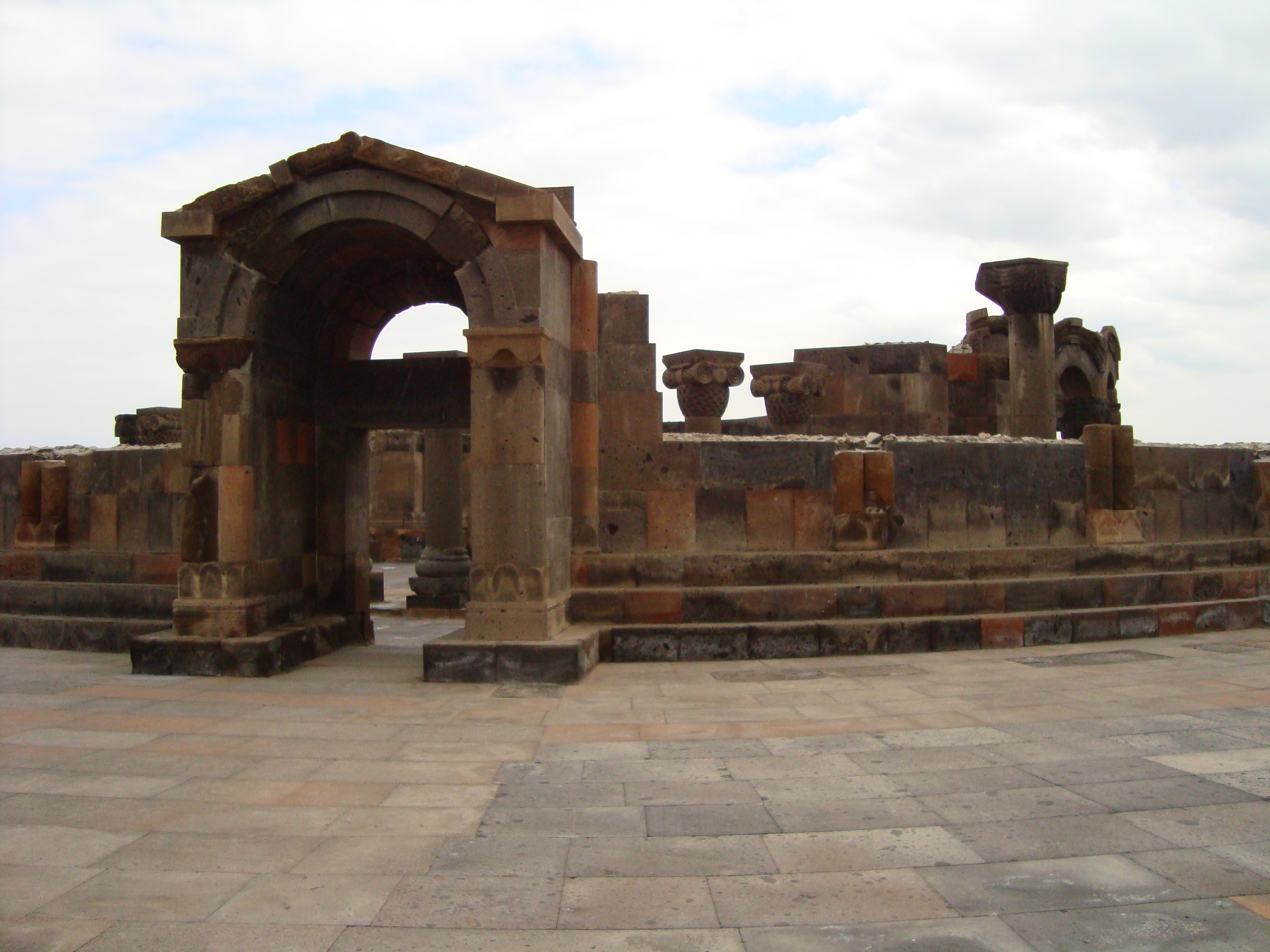
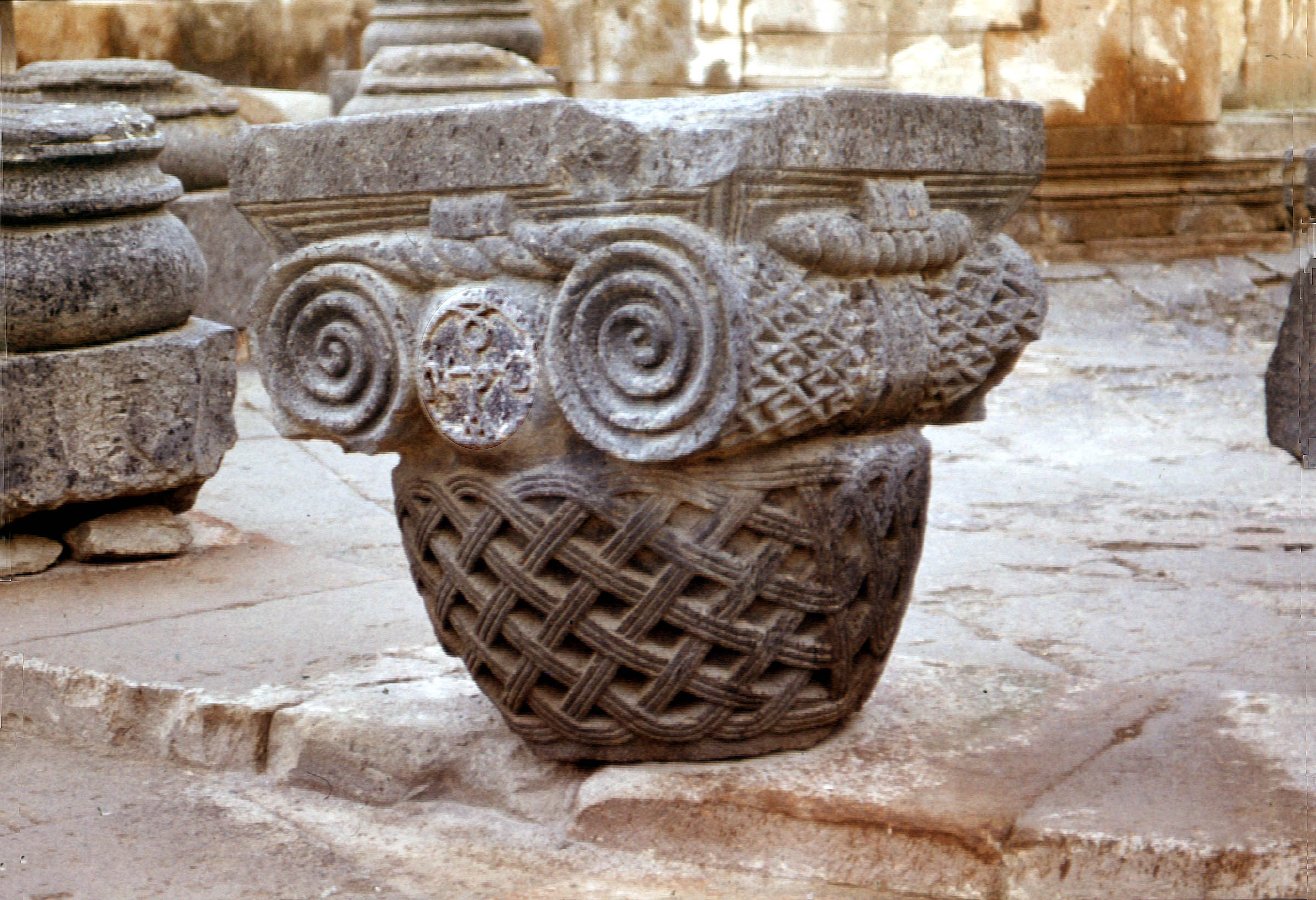
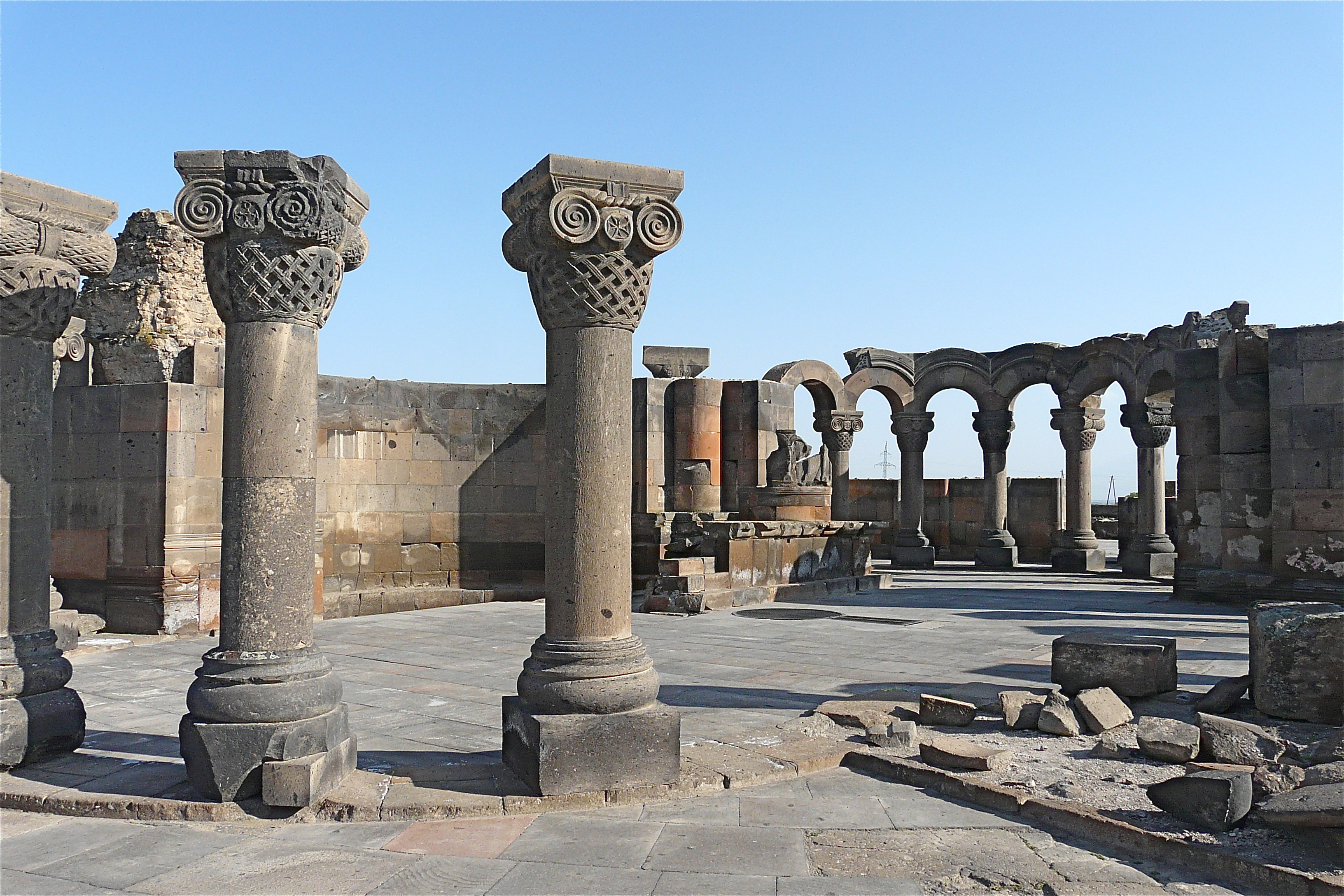
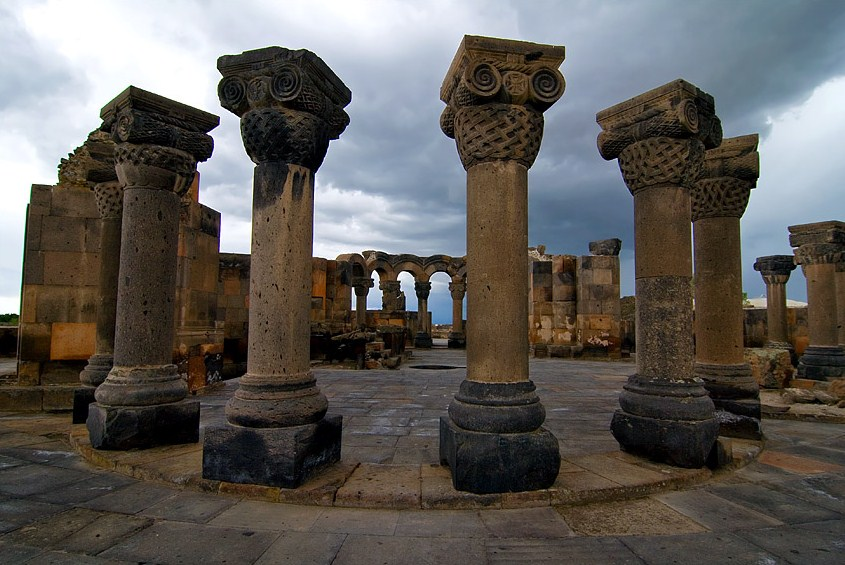
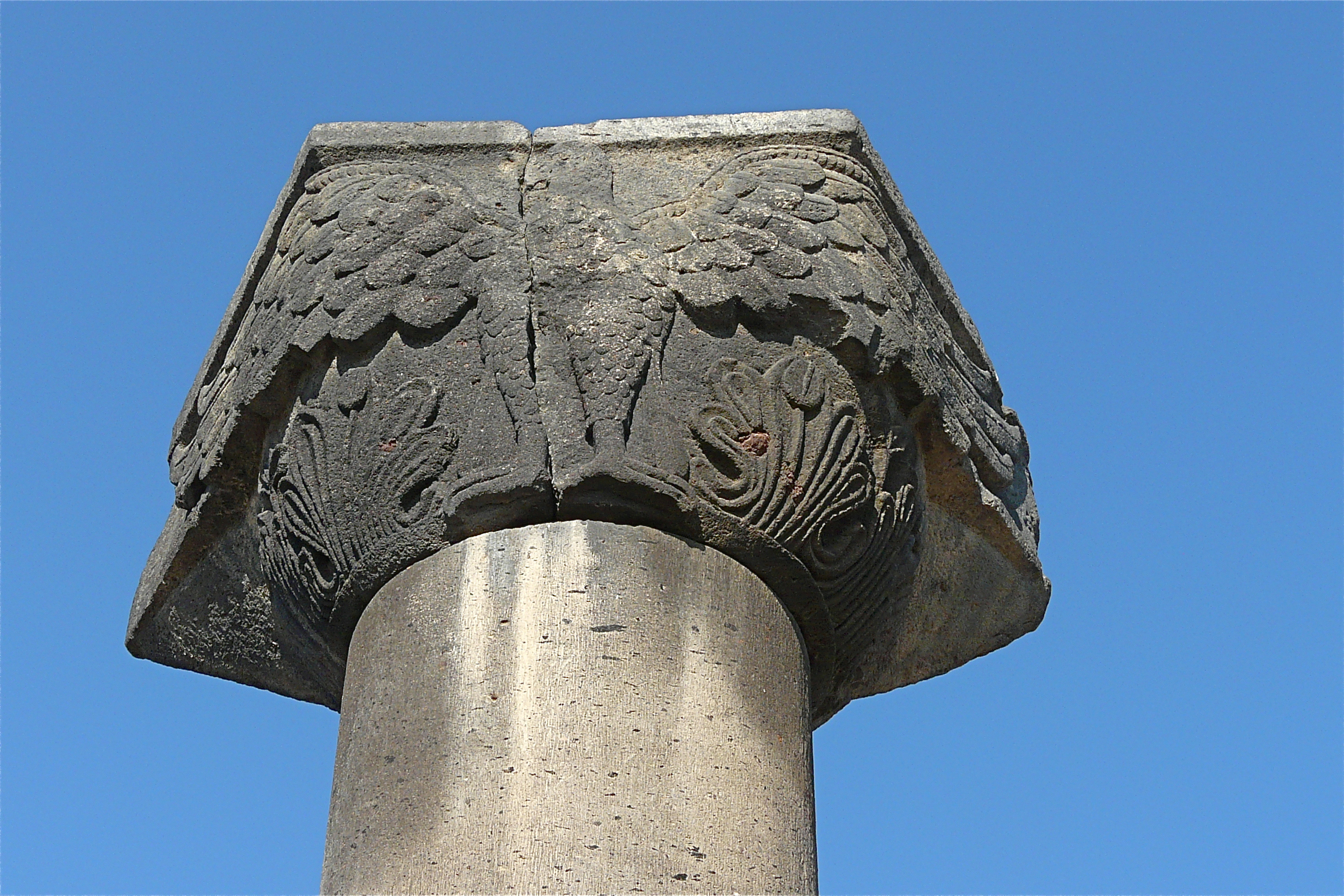
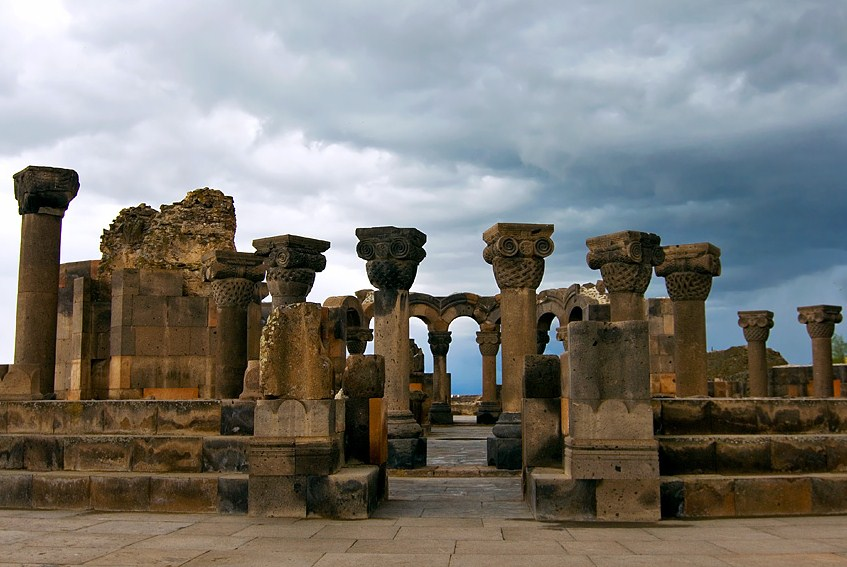